# Calopteryx waterstoni
Calopteryx waterstoni là loài chuồn chuồn trong họ Calopterygidae. Loài này được Schneider mô tả khoa học đầu tiên năm 1984.